# Bezirk Rugāji
Der Bezirk Rugāji (Rugāju novads) war ein Bezirk im Osten Lettlands nahe der Grenze zu Russland in der historischen Landschaft Lettgallen, der von 2009 bis 2021 existierte. Bei der Verwaltungsreform 2021 wurde der Bezirk aufgelöst, seine Gemeinden gehören seitdem zum neuen Bezirk Balvi.

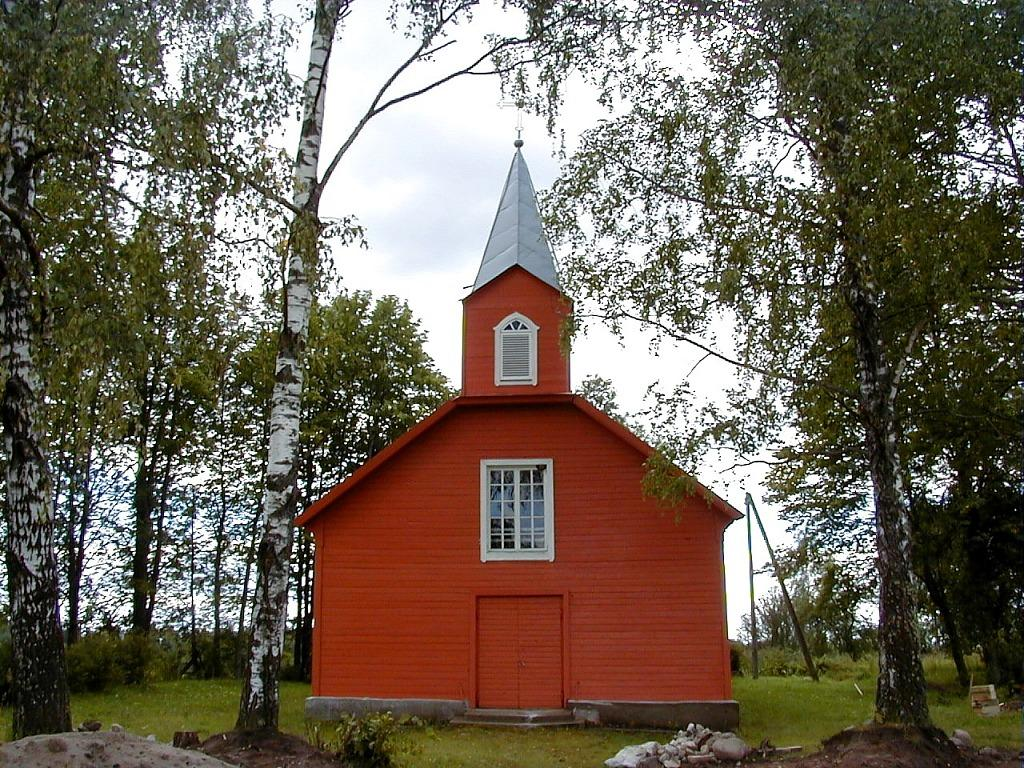
Römisch-katholische Kirche St. Elizabeth in Kapūne (Gemeinde Lazdukalns), erbaut 1828

## Bevölkerung
Der Bezirk bestand aus den zwei Gemeinden (pagasts) Lazdukalns und Rugāji, das gleichzeitig das Verwaltungszentrum war. 2679 Einwohner lebten 2009 im Bezirk Rugāji, 2020 waren es nur noch 2061.